# ユハク
ユハク（英: yuhaku）は、日本の皮革製品メーカーである株式会社ユハクが運営するレザーブランド。絵画の技術を応用した独自の染色技術と、建築の知識から生まれた手染めを基調に、色への拘りが強く、複数の色を手作業で重ねる染色が独創的。横浜の自社工房にて革の選定から、染色、磨き、縫製へと続く工程を経る。革はイタリアを中心に世界各国のタンナーから調達している。2009年設立。

## 歴史
- 1976年 - 福井県福井市にて創業者である仲垣友博が生まれる[4]。
- 2006年 - 個人事業として革製品アトリエameno spazioを横浜市で創業[5]。
- 2009年 - 個人事業より株式会社ユハクに改組と同時にオリジナルブランドYUHAKUを設立[6]
- 2019年 - ブランド設立10周年の節目を機にブランド名を小文字のyuhakuに変更[7]。
- 2020年 - 12月17日銀座三丁目に新店舗yuhaku Ginza Galleryを開店[8]。

## 主なラインナップ
- yuhaku[9]
- ALBERTE[10]
- Art of Flower[11]
- a Light[12]
- Evo[13]
- Proof Foschia[14]
- Radice[15]
- Shibori[16]

## 紹介記事

### WEB
- CLUB S WEB magazine[17]
- 川崎市産業振興会館[18]
- FukuBD[19]
- Time & Effort[20]
- 日刊スゴイ人![21]
- エネとくNAVI[22]
- 親指でんき[23]
- MONOCO[24]
- 銀座三越[25]
- 銀座三越[26]
- 中原茂のただ風の中で[27]
- 中原茂のただ風の中で[28]

### 雑誌
- ISETAN MEN'S(2012年春)[29]
- Men'sEX(2012年4月号)[30]
- MonoMax(2012年8月号)
- 男を磨くTOKYO BEST SHOP GUIDE(2012年)
- Men'sEX20周年記念(2013年)
- Free&Easy(2014年1月号)[31]
- Men'sEX(2014年4月号)
- Free&Easy(2014年5月号)
- MITSUKOSHI SAKAE(2014年AW)
- CarGraphic(2015年4月号)[32]
- LACHIC(2015年6月号)
- LEON(2015年6月号)
- MIPEL(2015年9月)[33]
- 三越 M CARD通信(2016年3月2日特別号)
- MITSUKOSHI(2016年春)
- MonoMax(2016年4月号)
- MonoMax(2016年5月号)
- smart(2016年6月号)
- SPRiNG(2016年6月号)
- リンネル(2016年7月号)
- smart(2016年7月号)
- MonoMax(2016年7月号)
- MonoMax(2016年10月号)
- smart(2016年12月号)
- BizLifeStyle(2017年1月号)[34]
- Masters(2017年1月号)
- MonoMax(2017年1月号)
- Poco'ce(2018年4月号)
- smart(2018年7月号)
- smart(2018年8月号)
- mono(2018年12月2日)
- mono(2019年10月2日)
- mono(2019年12月16日)
- Begin(2020年4月号)

### 新聞
- 繊研新聞(2012年1月13日)
- 繊研新聞(2015年3月6日)
- 繊研新聞(2015年9月4日)
- 繊研新聞(2015年9月25日)
- 繊研新聞(2015年9月29日)
- 繊研新聞(2015年11月16日)[35]
- ilmessaggero(2015年12月3日)
- WWD JAPAN(2016年1月18日)
- 繊研新聞(2016年1月29日)
- 繊研新聞(2016年3月4日)
- 繊研新聞(2016年3月25日)
- FujiSankeiBusiness(2016年4月14日)
- 繊研新聞(2016年4月22日)
- 繊研新聞(2016年5月23日)
- 繊研新聞(2016年5月25日)
- Economia(2016年12月2日)
- 繊研新聞(2017年3月2日)
- 日本経済新聞(2017年7月29日)
- 日本経済新聞(2020年10月1日)[36]「私の道しるべ」インタビュー

## 販売店

### 直営店
- yuhaku横浜本店（予約制）
- yuhaku大丸心斎橋店
- yuhaku Ginza Gallery

### 取扱店
- 丸井今井札幌本店
- 大丸札幌店
- 仙台三越
- 伊勢丹新宿店メンズ館
- 銀座三越
- 伊勢丹立川店
- イセタン羽田ストア
- ISETAN SALONE MEN'S
- 日本橋髙島屋
- 大丸東京店
- 西武池袋本店
- 西武渋谷店
- 東急百貨店吉祥寺店
- DELFONICS丸の内
- Smith渋谷ヒカリエシンクス
- 南青山Shosaikan羽田空港第1ターミナル
- 南青山Shosaikan羽田空港第2ターミナル
- マークスタイルトーキョーGINZA SIX店
- STYLE MEETS PEOPLE東京ミッドタウン店
- 横浜高島屋
- そごう横浜店
- 伊勢丹浦和店
- Smitsエキュート大宮
- FaSoLa MEN'S成田空港第2ターミナル
- 新潟伊勢丹
- 大和香林坊店
- 静岡伊勢丹
- 遠鉄百貨店
- 名古屋栄三越
- ジェイアール名古屋タカシマヤ
- 松坂屋名古屋店
- Smith名古屋タカシマヤゲートタワーモール
- maturite名古屋
- イセタンメンズスタイル
- 阪神梅田本店
- あべのハルカス近鉄本店
- DELFONICS大阪
- トラッドハウスフクスミ
- ジェイアール京都伊勢丹
- 大丸京都店
- FreeSpirits神戸店
- 広島三越
- いよてつ高島屋
- 高松三越
- 岩田屋本店
- Smith JR博多シティ